# NGC 3012
NGC 3012 ist eine elliptische Galaxie vom Hubble-Typ E0 im Sternbild Kleiner Löwe am Nordsternhimmel. Sie ist schätzungsweise 518 Millionen Lichtjahre von der Milchstraße entfernt und hat einen Durchmesser von etwa 150.000 Lj.
Das Objekt wurde am 30. April 1862 von Heinrich d’Arrest entdeckt.